# VfB Hermsdorf
VfB Hermsdorf is een Duitse sportclub uit het Berlijnse stadsdeel Hermsdorf. De club is actief in atletiek, badminton, basketbal, gymnastiek, handbal, kegelen, schaken, tafeltennis, tennis, turnen, voetbal en zwemmen.
In 2016 degradeerde de voetbalafdeling uit de Berlin-Liga en in 2019 ook uit de Landesliga, maar kon wel na één seizoen terugkeren. 